# Brežany
Brežany (em húngaro: Sárosbuják) é um município da Eslováquia, situado no distrito de Prešov, na região de Prešov. Tem 3,31 km² de área e sua população em 2018 foi estimada em 175 habitantes.

## Demografia
| Ano:        | 1994 | 2004    | 2014   | 2024    |
| ----------- | ---- | ------- | ------ | ------- |
| Broj ljudi: | 169  | 149     | 154    | 213     |
| Razlika:    |      | -11,83% | +3,35% | +38,31% |

| Ano:               | 2023 | 2024   |
| ------------------ | ---- | ------ |
| Número de pessoas: | 209  | 213    |
| Diferença:         |      | +1,91% |